# Alba Europe Holding

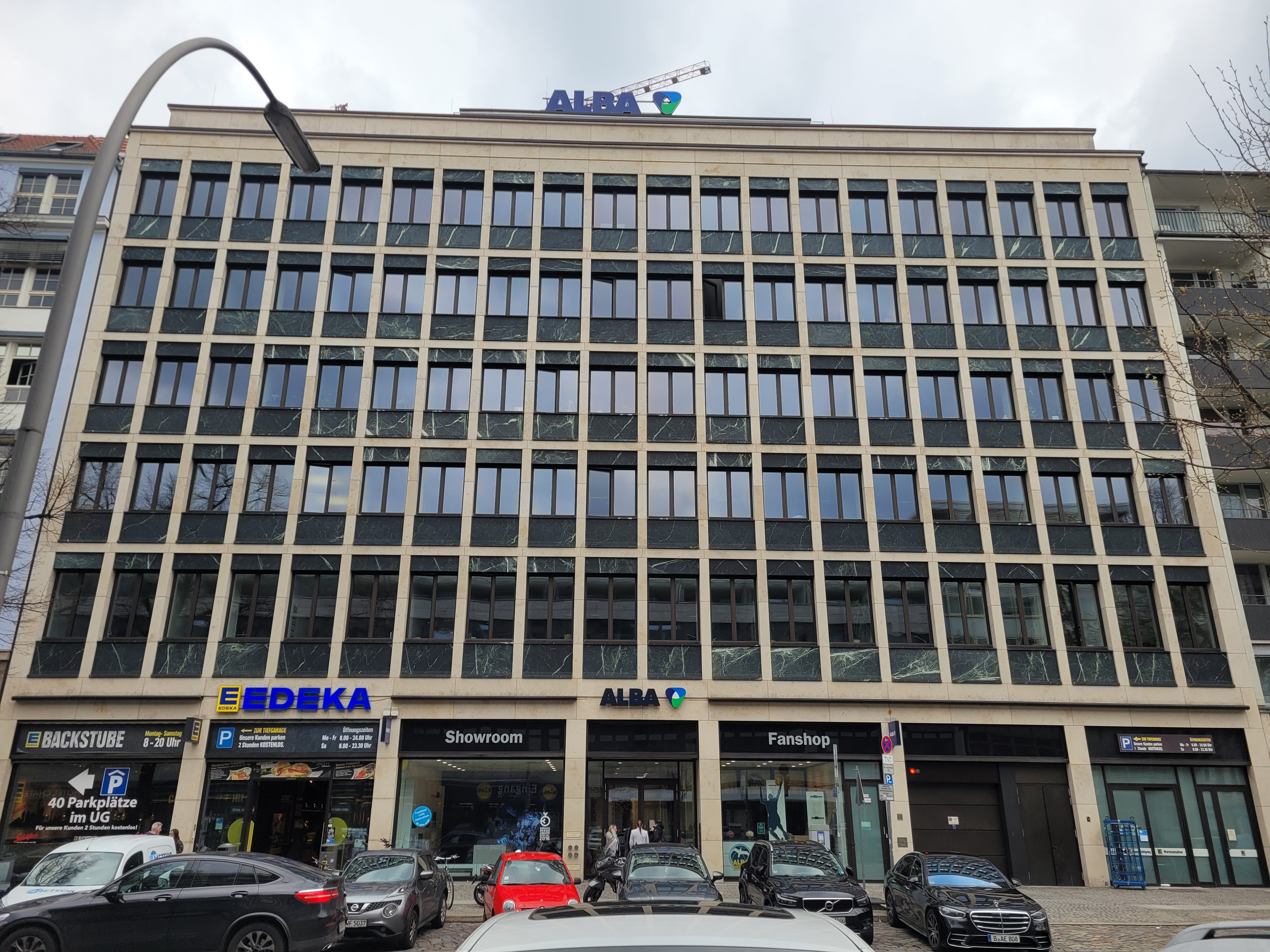
Zentrale der Alba Europe Holding, Knesebeckstraße 56, Berlin-Charlottenburg

Die Alba plc & Co. KG (Eigenschreibweise: ALBA) ist ein deutsches Entsorgungs- und Recyclingunternehmen mit formaljuristischem Sitz in Irland und faktischem Sitz in Berlin. Sie ist in Deutschland, Polen und Bosnien-Herzegowina aktiv.
Bis zur Aufspaltung im Juli 2022 war sie als Alba Group mit ihren beiden Marken ALBA und Interseroh in Deutschland und Europa sowie in Asien aktiv. Mit insgesamt rund 8700 Mitarbeitern erwirtschaftete sie ein jährliches Umsatzvolumen von 1,9 Milliarden Euro (2020). Seither arbeiten beide Marken als eigenständige Unternehmen.

## Geschichte

### ALBA
Im August 1968 wurde ALBA von Franz Josef Schweitzer gegründet. Fünf Jahre später führte der Konzern das so genannte „Berliner Modell“ ein und stellte haushaltsnah farbige Wertstofftonnen für Glas oder Papier auf. Seit 1984 betreibt das Unternehmen Kunststoffrecycling in einer eigenen Recyclinganlage.
Mit der Einführung des Dualen Systems Deutschland wurde Alba 1990 Vertragspartner, zunächst in Kreisen und kreisfreien Städten. 1998 errichtete Alba ein unterirdisches Ver- und Entsorgungssystem am Potsdamer Platz. Seit 2005 betreibt ALBA eine Recyclinganlage für Kunststoffe und andere Wertstoffe aus der Sammlung des Dualen Systems. Auch mit den Berliner Stadtreinigungsbetrieben (BSR) arbeitet Alba zusammen: Seit 2006 betreibt der Konzern die erste von inzwischen zwei Anlagen zur mechanisch-physikalischen Stabilisierung (MPS).
Seit 1991 ist ALBA Namenssponsor der aus der BG Charlottenburg hervorgegangenen Basketballmannschaft Alba Berlin.
Im April 2023 übergab Eric Schweitzer, Sohn des Unternehmensgründers, die Unternehmensleitung an Robert Arbter und wechselt selbst in den Gesellschafterausschuss.

### Interseroh / Alba SE
Im Jahr 2008 kam es zur Kooperation zwischen Interseroh und der Marke „Alba“ unter der Dachmarke Alba Group. Die Interseroh-Aktionäre stimmten 2011 einem Beherrschungs- und Ergebnisabführungsvertrag zwischen der Alba Group plc & Co. KG und der Interseroh SE zu und beschlossen 2012 die Umfirmierung der Interseroh SE in die Alba SE.
Die Alba Europe Holding hatte im Zuge der Unternehmensteilung seit März 2022 einen Verkauf der Alba-SE-Anteile an einen strategischen Investor geprüft. Am 6. Juli 2023 gab der Vorstand der Alba Europe Holding bekannt, den Sondierungsprozess zum Verkauf der börsennotierten Stahl- und Metallsparte Alba SE zu stoppen. Alba Europe wolle das Geschäft mit Stahl- und Metallschrott der Alba SE weiter ausbauen und ökonomische Chancen nutzen, die sich aus der offensiven Klimaschutz-Politik in Deutschland und der EU ergeben.

## Geschäftsfelder

### Abfallvermeidung
- Beratung

### Aufbereitung von E-Schrott
- Registrierungs- und Meldeservice
- Aufbereitung der unterschiedlichen WEEE-Kategorien in eigenen spezialisierten Anlagen

### Entsorgung
- Abholung, Transport und Entsorgung von sämtlichen Abfällen
- Abbruchleistungen
- Akten- und Datenträger-Vernichtung
- Abfallmanagement
- Containerservice

### Rohstoffhandel
- Weltweiter Handel mit Sekundärrohstoffen (Altpapier, Kunststoffe, Schrotte)

### Sonderabfallentsorgung
- Komplettservice von gesetzeskonformer Entsorgung bis hin zur weiterführenden Problemlösung
- Elektronische Signatur von gefährlichen Abfällen (Albasigner)

### Regenerative Energie
- Ersatzbrennstoffe
- Biogas

### Stahl- und Metall-Recycling
- Sortierung und Aufbereitung mit eigenen Anlagen
- Weltweiter Handel mit Eisen- und Nichteisenmetall-Schrotten
- Elektro- und Elektronikschrott-Recycling

Quelle: Alba

## Öffentlichkeitsarbeit
Eine Auftragsstudie des Fraunhofer-Instituts UMSICHT kommt zu dem Ergebnis, dass durch das Recycling der Alba Group von etwa 6,2 Millionen Tonnen Wertstoffen im Jahr 2013 rund 51 Millionen Tonnen Primärrohstoffe eingespart werden.
Alba SE wiederum fördert seit Jahren ein Kinderheim in Köln-Sülz. Dieses Engagement wurde u. a. mit dem Bürgerpreis der Stadt Köln ausgezeichnet.